# Battexey
Battexey es una comuna francesa situada en el departamento de Vosgos, en la región de Gran Este.

## Demografía
| 56 | 54 | 47 | 27 | 23 | 30 | 36 |
| Para los censos de 1962 a 1999 la población legal corresponde a la población sin duplicidades (Fuente: INSEE [Consultar]) |    |    |    |    |    |    |